# Полско-литовско-тевтонска война (1409 – 1411)
Полско-литовско-тевтонската война (на полски: Wielka wojna z zakonem krzyżackim; на литовски: Didelis karas) е сблъсък между обединените сили на Великото литовско княжество и Кралство Полша срещу Тевтонския орден.
Войната се поражда, след като полският княз Конрад Мазовецки не успява да покори езическите племена на прусаците и се обръща за помощ към папата и Тевтонския орден. Рицарите побеждават езичниците около 1379 г., но през 1409 г. започват да завладяват и Полша. В същото време, литовският княз и полската принцеса сключват брак и двете държави разбират, че заедно могат да победят тевтонците. През 1410 г. двете войски се срещат при Грюнвалд (днес в Полша), където поляци и литовци нанасят тежко поражение на тевтонците. В битката загиват тримата командири Фредерик фон Валенрад, Куно фон Лихтенщайн и магистърът Улрих фон Юнгинген. Тази битка решава изхода на войната през 1411 г. Териториалните спорове продължават до Мелнския мир през 1422 г. Все пак, рицарите така и не възвръщат мощта и влиянието си, а финансовата тегоба на военните репарации водят до вътрешни конфликти и икономически упадък сред земите им. Войната измества баланса на силите в Централна Европа и бележи възхода на полско-литовската уния като доминираща сила в региона.